# گرت ساوتگیت
گرت ساوتگیت (انگلیسی: Gareth Southgate؛ زادهٔ ۳ سپتامبر ۱۹۷۰) بازیکن بازنشسته و مربی فوتبال اهل انگلستان است که سابقهٔ بازی در تیم ملی فوتبال انگلستان را در کارنامه خود دارد. وی در تاریخ ۱۲ دسامبر ۱۹۹۵ نخستین بازی ملی خود را در مقابل تیم ملی فوتبال پرتغال انجام داد و با حضور در ۵۷ بازی ملی، در تاریخ ۳۱ مارس ۲۰۰۴ واپسین بازی ملی‌اش را در برابر تیم ملی فوتبال سوئد برگزار کرد.
این بازیکن توانسته در بازی‌های ملی، ۲ گل به ثمر برساند.بیشتر فوتبال دوستان، گرت ساوتگیت را به خاطر از دست دادن پنالتی مقابل آلمان در جام ملت‌های اروپا ۱۹۹۶ به خاطر دارند.

## گل‌های ملی
|   | تاریخ         | میزبان                            | رقیب          | زده | پایانی | رقابت                         |
| - | ------------- | --------------------------------- | ------------- | --- | ------ | ----------------------------- |
| ۱ | ۱۴ اکتبر ۱۹۹۸ | ورزشگاه جسی بارتل, شهر لوکزامبورگ | لوکزامبورگ    | ۰-۳ | ۰-۳    | مقدماتی جام ملت‌های اروپا ۲۰۰۰ |
| ۲ | ۲۲ مه ۲۰۰۳    | ورزشگاه کینگ پارک, دوربان         | آفریقای جنوبی | ۰-۱ | ۱-۲    | دوستانه                       |